# James Penton
Marvin James Penton, né le 27 avril 1932 et mort le 4 novembre 2024 à Brantford en Ontario, est un professeur émérite d'histoire de l'Université de Lethbridge en l'Alberta au Canada. Il est l'auteur d'ouvrages sur l'histoire des Témoins de Jéhovah.
Bien qu'il soit élevé dans cette religion, il en est exclu en 1981 pour avoir critiqué certains des enseignements ainsi que le comportement des dirigeants. Son expulsion attire l'attention des médias et provoque un schisme au sein des Témoins de Jéhovah.

## Biographie
Penton est né au Canada en avril 1932. Pour des raisons médicales, il déménage à Tucson, en Arizona en 1948 et épouse Marilyn Kling en 1951, une fidèle Témoin de Jéhovah servant comme pionnier à Pittsburgh, en Pennsylvanie, avec laquelle il a trois enfants. Après son mariage, Penton poursuit ses études à l'université et obtient finalement un diplôme de l'université de l'Arizona en 1956, et démarre de nouvelles études à l'université d'État de l'Iowa immédiatement après. En 1958, il obtient une maîtrise en histoire. 
En 1959, avec sa famille, il migre à Mayaguez, sur l'île de Porto Rico, où il enseigne brièvement. En 1960, il enseigne à l'université du Michigan à Marquette, où lui et sa famille vivent pendant trois années. Durant l'été 1963, Penton retourne en Iowa pour remplir sa dissertation doctorale. En 1964, il trouve un poste à l'université du Wisconsin à Whitewater, puis en 1965, à l'Université de Calgary en Alberta, puis en 1967 à l'Université de Lethbridge, également en Alberta, et ce jusqu'en 1990. Il est aussi le président de la Société canadienne de l'histoire de l'Église. 
En 1990, Penton prend sa retraite anticipée.
James Penton meurt le 4 novembre 2024 à l'hôpital général de Brantford en Ontario.

## Parcours au sein et hors des Témoins de Jéhovah
Penton est un Témoin de Jéhovah de la quatrième génération.
En 1973, il est nommé ancien, puis en 1975, il édite le livre Les Témoins de Jéhovah au Canada retraçant les combats juridiques des Témoins dans ce pays. Il œuvre ensuite dans un comité de liaison hospitalier et, au milieu des années 1970, pense faire partie des membres oints, c'est-à-dire du petit groupe ayant une espérance céleste. 
Toutefois, après un voyage aux sièges mondiaux de Brooklyn durant l'été 1979, Penton envoie une lettre de protestation à la Société Watchtower ayant trait à plusieurs sujets. En conséquence, il est d'abord radié de sa fonction d'ancien, puis excommunié, avec quinze membres de sa famille et de celle de son épouse. 
Depuis, il édite deux journaux et cinq articles sur les Témoins de Jéhovah. Il est surtout connu pour être l'auteur de deux livres connus sur ce mouvement religieux : Apocalypse retardée : l'Histoire des Témoins de Jéhovah, qui connait une réédition en 1997, et Les Témoins de Jéhovah et le IIIe Reich : la politique sectaire sous la persécution.
À propos des écrits qui servent de base à son dernier livre Les Témoins de Jéhovah et le IIIe Reich, l'historien Detlef Garbe (professeur à l'université de Hambourg) affirme que ses déclarations, sa sélection de sources et son interprétation relèvent d'une « profonde aversion » contre son ancienne communauté religieuse et qu'en particulier il fait preuve « d'un manque d'objectivité scientifique » dans sa nouvelle théorie stipulant une tentative d'adoucir le message des Témoins de Jéhovah en Allemagne à partir de 1931 pour plaire à Hitler.